# Programme nucléaire des États-Unis
Ne doit pas être confondu avec Arsenal nucléaire des États-Unis.

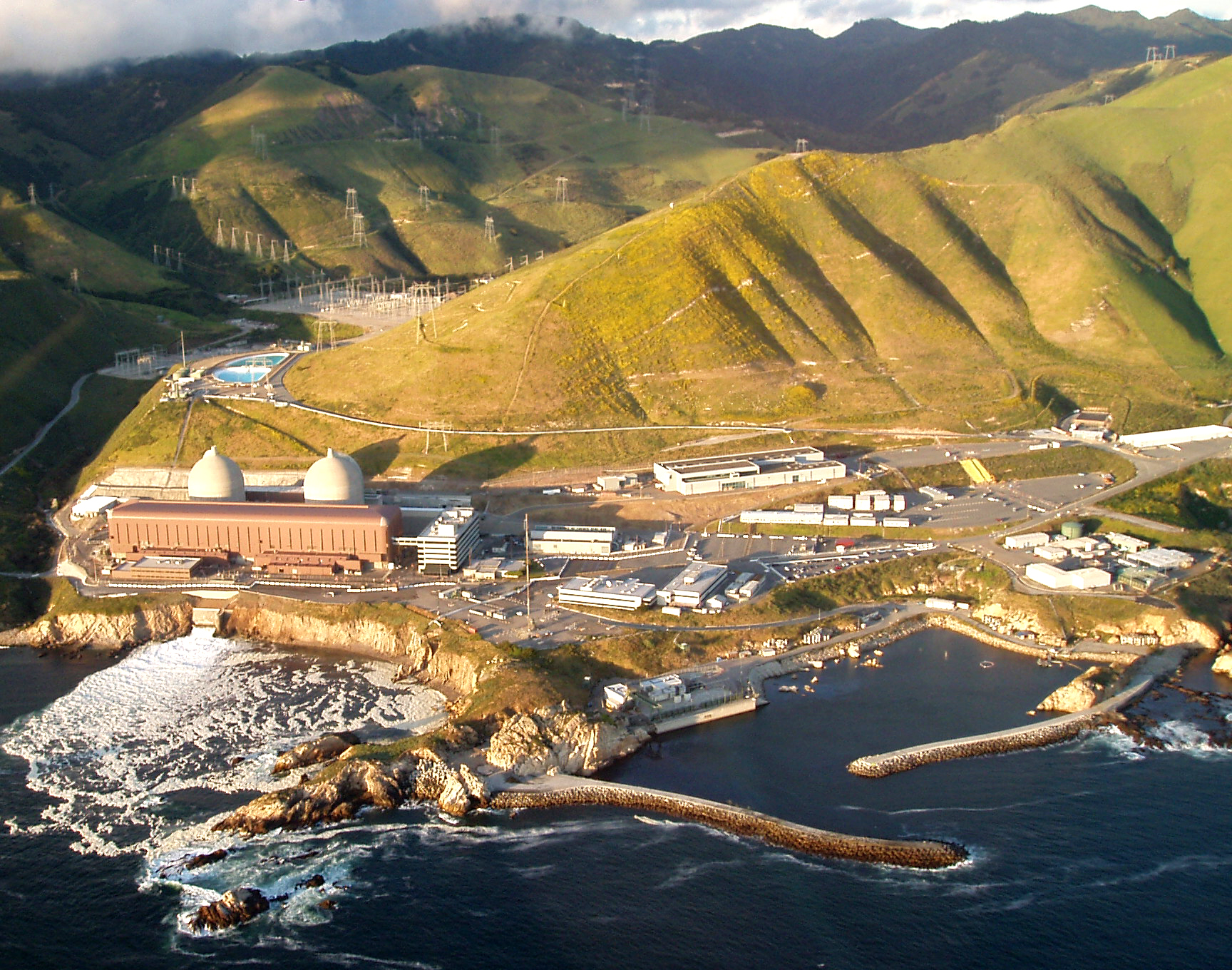
Centrale nucléaire de Diablo Canyon, en Californie, qui est exploitée par Pacific Gas & Electric.

Le programme nucléaire des États-Unis a débuté lors de la Seconde Guerre mondiale, avec le projet Manhattan. Après la guerre, le président Dwight David Eisenhower a lancé des initiatives internationales d'utilisation pacifique de l'énergie nucléaire, avec le programme Atoms for Peace (Des Atomes pour la paix), à l'origine de la création de l'Agence internationale de l'énergie atomique (AIEA), basée à Vienne (Autriche). Durant toute la guerre froide, le nucléaire fut un enjeu central de la confrontation entre les deux superpuissances, les États-Unis et l'Union soviétique, en particulier dans le cadre de la « destruction mutuelle assurée » (MAD). La crise des missiles de Cuba (1962) marque un tournant à cet égard, des négociations s'engageant par la suite, avec plus ou moins de succès, afin de se mettre d'accord sur un désarmement nucléaire conjoint.
Les États-Unis sont aujourd'hui le premier pays au monde en nombre de réacteurs nucléaires actifs (104 réacteurs en 2005). Ils ont joué un rôle clef et ambigu concernant la prolifération nucléaire, s'employant à la fois à favoriser l'utilisation du nucléaire dans le monde (par exemple la cession des licences Westinghouse à l'entreprise française Framatome en 1974) et à stopper celle-ci (pressions dans les années 2000 contre la Corée du Nord et l'Iran).
Enfin, les États-Unis sont membres de l'initiative internationale International Thermonuclear Experimental Reactor (ITER), en construction à Cadarache, en France. Ils sont aussi signataires d'un accord de coopération sur l'utilisation pacifique du nucléaire avec l'Union européenne.
Au niveau institutionnel, la politique nucléaire des États-Unis est dirigée, outre le président, par le département de l'Énergie des États-Unis et l'Autorité de sûreté nucléaire, issus de la loi de réorganisation de l'énergie de 1974.

## Les débuts de l'utilisation du nucléaire

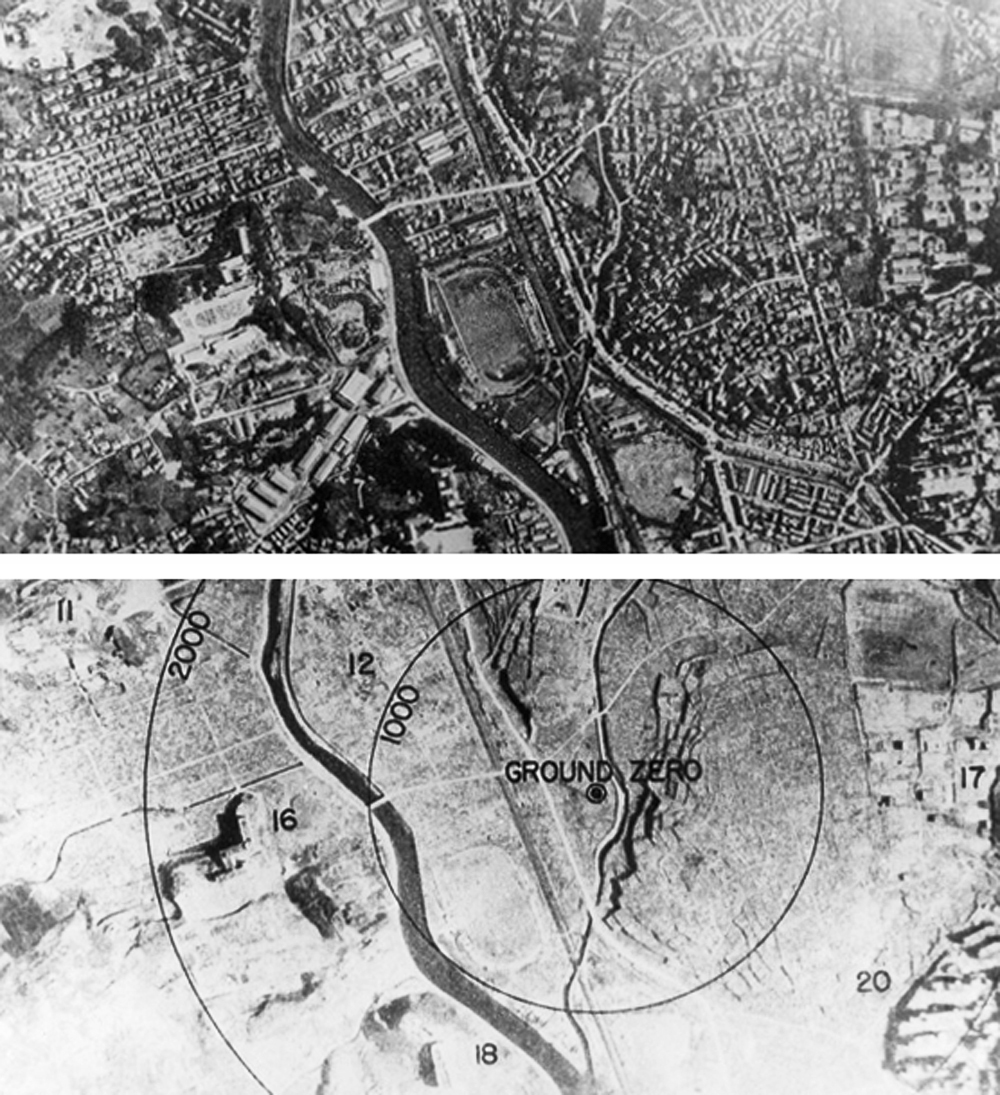
Vue aérienne de Nagasaki, avant et après l'explosion.

Le programme nucléaire des États-Unis commence avec la course à la bombe contre l'Allemagne nazie. Après la lettre d'Einstein à Roosevelt d'août 1939, le président Roosevelt crée, par un décret présidentiel d'octobre 1939, le Comité consultatif pour l'uranium. À partir de 1943, le laboratoire de Los Alamos lance le projet Manhattan, coordonné par le Bureau de la recherche scientifique et du développement (OSRD), dirigé par Vannevar Bush. Les scientifiques Otto Hahn, Max von Laue et Werner Heisenberg sont recrutés lors de l'opération Alsos.
Les premières bombes atomiques explosent à Hiroshima et Nagasaki les 6 et 9 août 1945 (Little Boy et Fat Man). En 1946, le département de la Guerre créé le Joint Intelligence Objectives Agency, chargé de recruter les savants Allemands (opération Paperclip). La même année, une série d'essais nucléaires a lieu dans l'atoll Bikini (Opération Crossroads). La loi sur l'énergie atomique du 1er août 1946 (Atomic Energy Act of 1946) transfère le contrôle du nucléaire des militaires aux civils, menant à la création, en 1947, de la Commission de l'énergie atomique, qui succède au projet Manhattan.
Le laboratoire national de Lawrence Livermore est fondé en 1952, à l'initiative du physicien Edward Teller, qui y voit une réponse au manque d'intérêt suscité par son projet de bombe H à Los Alamos. Deux ans plus tard, les États-Unis testent la bombe H américaine la plus puissante à ce jour, lors de l'essai de Castle Bravo sur l'atoll Bikini. Son énergie a été de 15 mégatonnes, ce qui reste bien loin des 57 mégatonnes de la bombe Tsar larguée par les Soviétiques au-dessus de la Nouvelle-Zemble dans l'Arctique russe en 1961.

## Le développement de l'énergie nucléaire civile
Simultanément au programme de dissuasion nucléaire visant à augmenter l'arsenal nucléaire des États-Unis, le président Eisenhower lance le programme Atoms for Peace à l'Assemblée générale des Nations unies, le 8 décembre 1953. L'année suivante, l'Atomic Energy Act Amendments permet l'application commerciale de l'énergie nucléaire.
Le réacteur nucléaire de Shippingport est construit dans le cadre de ce programme, de même que le navire NS Savannah à propulsion nucléaire et, à la fin des années 1950, le centre de recherche nucléaire de Nahal Soreq en Israël, consacrée à des recherches scientifiques dans un cadre pacifique. Un accord de coopération civile est signé avec l'Iran en 1957, qui est alors dirigé par le shah Mohammad Reza Pahlavi. Washington fournit un réacteur nucléaire de recherche qui équipe le Centre de recherche nucléaire de Téhéran, créé en 1959, et fonctionnant à l'uranium enrichi. Après la fondation de l'Organisation de l'énergie atomique d'Iran (OEAI), le Shah avait comme projet de construire jusqu'à 23 centrales nucléaires pour l'année 2000 à travers le pays avec l'aide des États-Unis, et aussi par leurs intermédiaires français (Eurodif) et Allemands (Kraftwerk Union).
Le Congrès vote en 1957 la Price-Anderson Nuclear Industries Indemnity Act (loi Price-Anderson relative aux indemnisations dans l'industrie nucléaire), qui vise à maintenir la couverture financière, pour le public, du risque d'incident ou d'accident nucléaire, tout en compensant en partie les coûts afférents à cette garantie pour l'industrie nucléaire. Critiquée par des associations de consommateurs ou des militants antinucléaire qui l'accusent de fausser la concurrence vis-à-vis des autres sources d'énergie, la loi a été renouvelée pour 20 ans sous l'administration Bush, en 2005.

## Des années 1960 à la fin de la guerre froide
Lors de son discours de fin de mandat, en janvier 1961, le président Eisenhower dénonce le danger croissant d'une emprise sur la politique nationale des États-Unis par le « complexe militaro-industriel », particulièrement présent dans le domaine du nucléaire. Lors de la guerre froide, celui-ci a en particulier exagéré la puissance militaire de l'URSS, en mettant en avant un prétendu « bomber gap » puis, sous l'administration Kennedy, d'un « missile gap ». Ce dernier sera parodié par le film de Stanley Kubrick, Docteur Folamour, après la crise des missiles de Cuba.

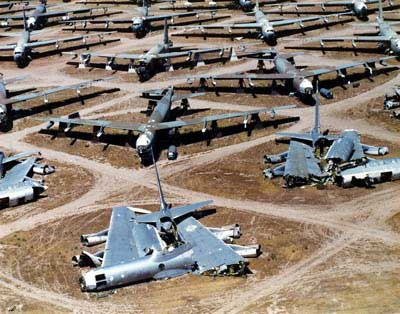
Bombardiers nucléaires B-52, démantelés à la suite de la signature de l'accord START en 1991.

Le président John F. Kennedy lance en 1961 le projet de fabrication des bombes H de la famille B61, dirigé par le laboratoire scientifique de Los Alamos. Ce sont des ogives de cette famille qui équipent, dans les années 1960, les missiles Pershing, puis, à partir des années 1980, les missiles Tomahawk, construits à l'usine Raytheon de Tucson.
En 1966, les charges conventionnelles placées dans les ogives d'un bombardier B-52G explosent en Espagne, sans explosion nucléaire, lors de l'accident nucléaire de Palomares, provoquant la contamination au plutonium de plus de 2 km2 .
Après la crise des missiles de Cuba, de 1962, qui pousse le monde au bord d'une guerre nucléaire entre les deux blocs, le Traité sur la non-prolifération des armes nucléaires (TNP) est signé en 1968 et entre en vigueur en 1970. Celui-ci vise à prévenir la prolifération nucléaire et à empêcher l'acquisition par de nouveaux États de la bombe atomique, tout en favorisant la coopération internationale en ce qui concerne l'utilisation pacifique de l'énergie nucléaire. Les cinq États dotés de la bombe sont alors les États-Unis, l'Union soviétique (1949), la Grande-Bretagne (1952), la France (1960) et la Chine (1964), tous membres du Conseil de sécurité de l'ONU.
Entre-temps, le programme civil nucléaire des États-Unis est en progrès. Après le développement du Réacteur à eau pressurisée d' application sous-marins pour produire d'électricité à la centrale de Shippingport en 1957 (voir au-dessus), on découvre la production directe sans échangeur de chaleur en forme du Réacteur à eau bouillante. Les premières centrales d' échelle commerciale furent - après quelques unités plus petites -  la Centrale nucléaire de Connecticut Yankee et la Centrale nucléaire d'Oyster Creek.  
En raison du caractère dual de l'énergie atomique, la distinction entre coopération civile et militaire est néanmoins parfois floue. L'entreprise américaine Westinghouse cède en 1974 sa licence concernant les réacteurs à eau pressurisée à l'entreprise française FRAMATOME. Pourvu de cette licence, Paris entame alors un programme de coopération nucléaire avec l'Afrique du Sud, aidant à la construction de la centrale de Koeberg à partir de 1976. Portée à la connaissance de l'opinion, cette initiative soulève un tollé international, en raison du régime d'apartheid qui prévaut alors en Afrique du Sud.
Le secrétaire d'État Kissinger signe en 1975 un accord de coopération nucléaire avec l'Iran, confirmé par une directive de 1976 du président Ford, qui devait permettre à Téhéran de parvenir à maîtriser le « cycle complet de l'atome », avec tous les risques en termes de prolifération que cela pourrait engendrer. Le document stratégique de Ford stipulait que « l'introduction de l'énergie nucléaire en Iran permettra à la fois de fournir les besoins grandissant de l'économie iranienne et de libérer des ressources de pétrole pour l'export ou la conversion en produits pétrochimiques. »  En dépit du TNP, ratifié en 1970 par l'Iran, jusqu'au changement d'administration en 1977, Dick Cheney, l'ancien ministre de la Défense américain Donald Rumsfeld, et Paul Wolfowitz, aujourd'hui parmi les plus féroces opposants au programme nucléaire iranien, étaient tous - avant la Révolution iranienne - très impliqués dans la promotion d'un programme nucléaire iranien qui pourrait permettre d'extraire du plutonium du combustible usé des réacteurs nucléaires afin de l'utiliser dans des armes nucléaires.
Par ailleurs, Washington fournit de l'uranium enrichi, dans les années 1970, à l'Institut vénézuélien de la recherche scientifique (IVRS), afin d'alimenter le réacteur de recherche RV-1 .

## L'accident de Three Mile Island (1979), un tournant à l'échelle mondiale

Construction mondiale des réacteurs nucléaires. L'accident nucléaire de Three Mile Island, en Pennsylvanie (niveau 5 sur l'échelle INES) marque un tournant.

En 1979, un accident de niveau 5 sur l'échelle INES (qui va de 0 à 7) a lieu à la centrale nucléaire de Three Mile Island, quinze jours après la sortie du film Le Syndrome chinois, avec Jane Fonda, jouant sur le thème de l'accident nucléaire. Selon l'AIEA, l'accident de Three Mile Island marqua un tournant dans l'utilisation mondiale de l'énergie nucléaire. En effet, alors que la construction mondiale de réacteurs augmenta de manière continuelle de 1963 à 1979 (mis à part 1971 et 1978), celle-ci déclina de 1980 à 1998 Le président Jimmy Carter ordonna une enquête sur l'accident. Les opérations de nettoyage commencèrent en août 1979 et se sont poursuivies jusqu'à décembre 1993, coûtant 975 millions de dollars. De 1981 à 1984, 51 projets de construction de réacteurs nucléaires furent annulés aux États-Unis, dont une bonne partie provenant de Babcock and Wilcox, l'entreprise qui avait fabriqué celui de Three Mile Island.
Enfin, une loi de 1980, votée sous l'administration Carter, imposa la décontamination du site de West Valley, qui servait au traitement du combustible usé. Le processus de vitrification des déchets nucléaires est utilisé à partir de 1996 à West Valley.

## Des années 1990 à aujourd'hui
Le Congrès vote en 1990 le Radiation Exposure Compensation Act, qui indemnise certaines victimes des essais nucléaires. Amendée par la suite, la loi résulte dans l'indemnisation d'un peu plus de 16 000 plaignants (plus de 7 000 demandes d'indemnisation sont rejetées), pour un montant de plus d'un milliard de dollars. Plus de 1 000 essais nucléaires ont été effectués entre 1945 et 1992. Jusqu'en novembre 1962, la plupart des essais étaient atmosphériques (au-dessus du sol). Après la ratification du traité d'interdiction partielle des essais nucléaires, signé en 1963, tous les essais ont été effectués sous terre dans le but de prévenir les retombées radioactives atmosphériques. Washington a signé, sans le ratifier, le traité d'interdiction complète des essais nucléaires (1996).
C'est dans ce cadre d'interdiction des essais nucléaires que les premières expériences concernant la Z machine sont lancées, en 1996, aux laboratoires Sandia, filiales du groupe Lockheed Martin et dépendant du département de l’Énergie. De même que le National Ignition Facility, celle-ci sert principalement à la simulation informatique visant à remplacer les essais nucléaires réels, de moins en moins acceptés par la communauté internationale.
La firme Westinghouse Electric Company est rachetée en 2006 par la firme japonaise Toshiba, présente en Chine.
Washington signe en juin 2008 un accord de coopération nucléaire avec la Turquie, prévoyant des transferts de technologie, de matériel, de réacteurs, et de l'aide dans le développement des applications du nucléaire dans le domaine de la médecine et de l'agriculture .
En septembre 2008, la Chambre des représentants a voté un accord de coopération nucléaire avec l'Inde, pour une durée de 40 ans, prévoyant le transfert de technologies et de fournitures par les États-Unis à l'Inde de matériel nucléaire et non-nucléaire, y compris de réacteurs. Un autre accord avait déjà été ratifié par le Sénat en 2006.
Concernant les centrales nucléaires, les fournisseurs Westinghouse et General Electric ont développé des concepts nommés passifs : à peu près tous les systèmes de sûreté ne possèdent plus de moteur dépendant du courant électrique mais sont propulsés avant tout par la force de la gravitation, qui ne peut pas être coupée comme par exemple lors de l'accident nucléaire de Fukushima ou lors de l'accident nucléaire de Three Mile Island. Les 2 réacteurs Vogtle 3 et Vogtle 4, mis en service en 2023 et 2024, sont les deux premiers réacteurs de type AP 1000 (basé sur des concepts passifs) opérationnels aux États-Unis.
En Mai 2018, président Donald Trump a dénoncé l'accord de Barack Obama et d'autres grandes nations de 2015 avec l'Iran, qui prescrit à ce pays de ne pas enrichir d'uranium pour construire des armes nucléaires. Il veut un accord plus sévère pour l'Iran.